# 中國人民解放軍大校
中国人民解放军大校，是中国人民解放军的现行第四高军衔，也是最高級別的校官軍銜。
根据2021年印发的《现役军官管理暂行条例》，解放军大校军衔依军种划分，分别称陆军大校、海军大校、空军大校、火箭军大校，授予解放军师级部队主官（7级）、师级主官（8级）、师级副职（9级）军官。根据《中国人民武装警察部队实行警官警衔制度的具体办法》，中国人民武装警察部队实行警衔制度。武警部队对应设置武警大校警衔，授予武警部队师级部队主官（7级）、师级主官（8级）、师级副职（9级）警官。本条目将解放军大校军衔与武警大校警衔合并叙述。

## 沿革

### 1950年军衔制大校衔
中国人民解放军自1955年实行军衔制起就设置有大校军衔。1955年全军获得大校军衔的军官仅有1,266名（含志愿军1956年9月授衔人员），在所有准尉以上军官人数中只占0.2%，仅为少将人数（801名）的1.6倍，1955年的大校军衔有陆军大校、海军大校、空军大校、技术兵种大校、军需大校、军医大校、兽医大校、军法大校和行政大校。

### 1988年军（警）衔制大校衔
1988年9月，解放军重新实行军衔制。根据新颁布的《中国人民解放军军官军衔条例》规定依然设有大校军衔。1988年有陆军大校、海军大校、空军大校、专业技术大校、预备役大校、预备役海军大校、预备役空军大校。副师职军官的基准军衔为大校，资浅的授上校军衔。正师职军官的军衔为大校。副军级军官任职不满两年的授大校军衔，两年以上的晋升少将军衔。
中国人民解放军的大校军衔肩章和领章为两杠四星，俗称“二毛四”。同年12月，武警部队实行警衔制，基本参照解放军军衔执行。
1994年5月，第八届全国人大常委会第七次会议通过了《关于修改〈中国人民解放军军官军衔条例〉的决定》，副军职编制军衔少将、大校；正师职编制军衔大校、少将；副师职（正旅职）编制军衔上校、大校；。担任副师级和正师级职务，授予大校军衔。
2021年1月1日，《现役军官管理暂行条例》开始施行。根据《条例》规定，大校军衔实际上成为师级部队主官（7级）、师级主官（8级）、师级副职（9级）的唯一编制军衔。如果有上校军衔的将领提任师级副职领导职务，即同时意味着晋升大校军衔。

## 大校晋衔条件
晉升至少將（和更高階級）時間為選升，以軍官所任職務、德才表現和對國防建設的貢獻為依據，因此大多數軍官都在此退役。軍分區丶正師級警備區司令為大校

## 大校军（警）官名单

### 附：军衔變動人員
- 上述一部份的日後晉升為少將，共有757位
- 因故被取消：馬向東[7]、王東[8]
- 因故被降級：孙晓峰（正师职降为副营职）
- 被降級至此：尹志山從少將降為大校[9]（作為中共十八大以来的反腐败工作）
- 其他軍紀處分：未知

### 文化
- 特种兵之火凤凰[1]

1. ↑  . ent.sina.com.cn.   [2021-06-07]. （原始内容存档于2019-08-15）.